# Chamīm
Chamīm (persiska: چمیم) är en ort i Iran.   Den ligger i provinsen Khuzestan, i den västra delen av landet, 500 km sydväst om huvudstaden Teheran. Chamīm ligger 29 meter över havet och antalet invånare är 121.
Terrängen runt Chamīm är mycket platt. Runt Chamīm är det ganska tätbefolkat, med 144 invånare per kvadratkilometer. Närmaste större samhälle är Ḩamīdīyeh, 9,1 km söder om Chamīm. Omgivningarna runt Chamīm är i huvudsak ett öppet busklandskap.